# Sandjak-bey
Le sandjak-bey (ou sanjaq-bey, sanjak-beg ; turc ottoman : سنجاق بك, littéralement « seigneur de l'étendard ») est le titre donné dans l'Empire ottoman à un Bey (un officier de rang élevé, mais généralement pas un pacha) nommé au commandement militaire et administratif d'un district (un Sandjak ; en arabe : liwa’). C'est de là que vient le titre arabe équivalent d'amir liwa (أمير لواء, ’amīr liwā’). Il rend compte à un wāli supérieur ou à un autre gouverneur provincial. Dans quelques cas, le sandjak-bey relève directement du sultan à Constantinople.
Comme d'autres fonctions administratives ottomanes précoces, la fonction de sandjak-bey a une origine militaire : le terme sandjak (et liva) signifie « drapeau » ou « étendard » et désigne l'insigne autour duquel, en temps de guerre, se rassemblent les cavaliers détenant des fiefs (timars ou ziamets) dans ce district spécifique. Le sandjak-bey est à son tour subordonné à un beylerbey (« bey des beys ») qui gouverne un eyalet et commande ses sandjak-beys subordonnés en temps de guerre. De cette manière, la structure de commandement sur le champ de bataille ressemble à la hiérarchie du gouvernement provincial.